# Platyptilia picta
Platyptilia picta là một loài bướm đêm thuộc họ Pterophoridae. Nó được tìm thấy ở Kenya.